# Hieracium ambigosum
Hieracium ambigosum es una especie de planta con flor del género Hieracium, de la familia Asteraceae, orden Asterales.

## Distribución
Hieracium ambigosum se distribuye por Suecia.

## Taxonomía
Fue descrita científicamente por Johanss. & Sam. Fue publicada en Svensk Bot. Tidskr. 23: 330 (1929).